# Chiesa della Conversione di San Paolo (Ferrara, Codrea)
La chiesa della Conversione di San Paolo è la parrocchiale di Codrea, frazione di Ferrara nell'omonima provincia. Appartiene al vicariato di San Giorgio dell'arcidiocesi di Ferrara-Comacchio e la sua costruzione risale al XII secolo.

## Storia

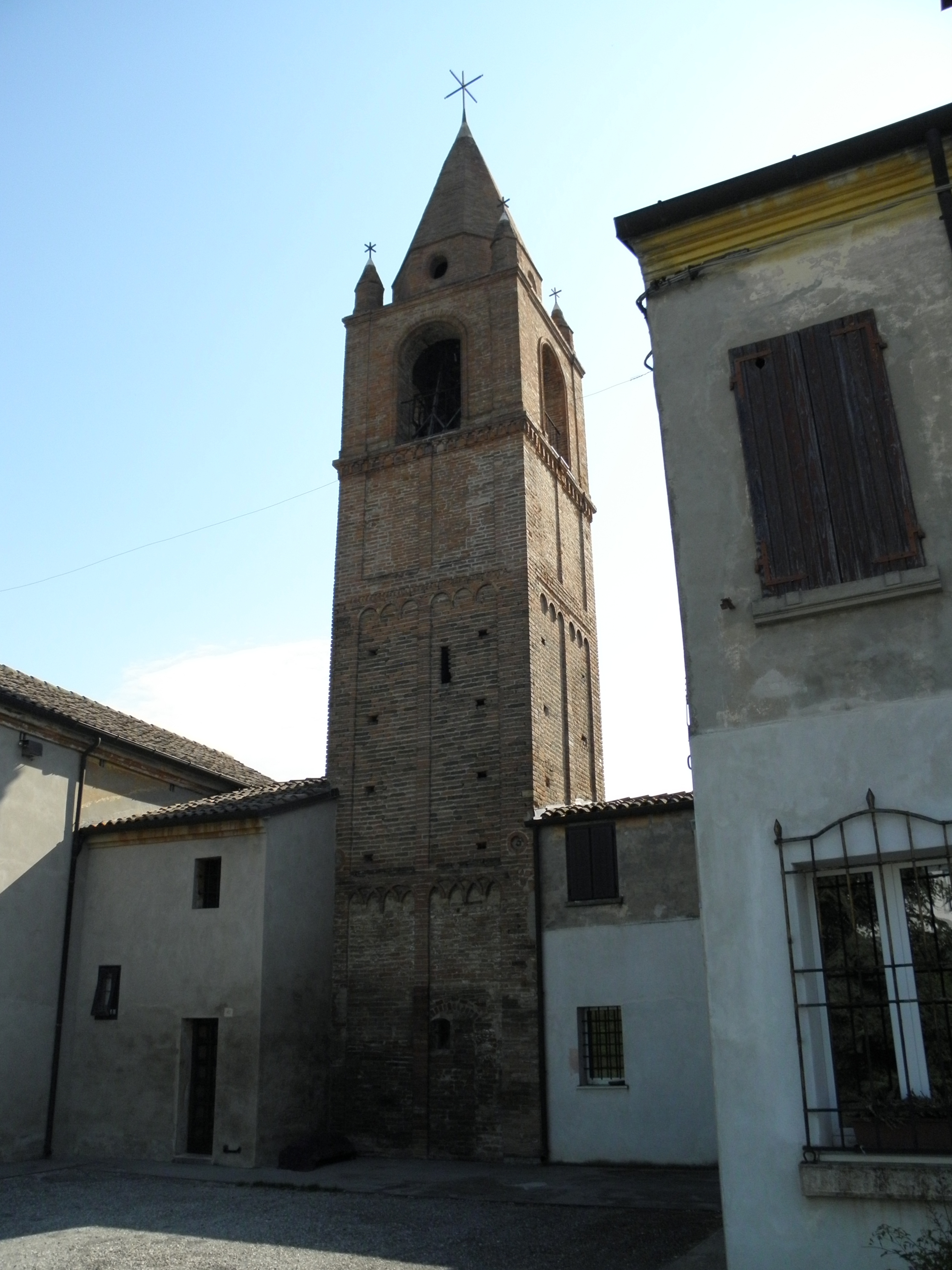
Torre campanaria

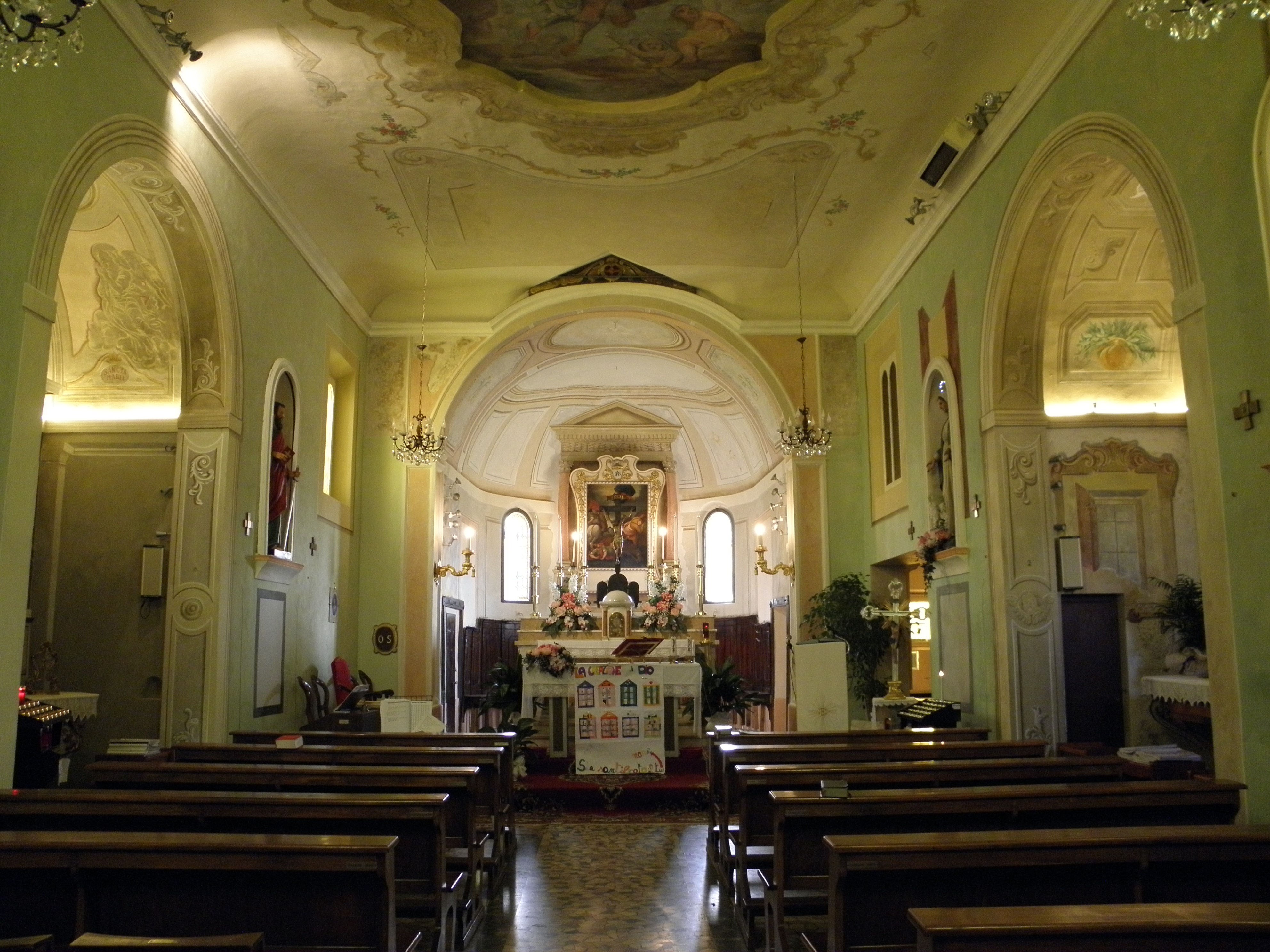
Interno

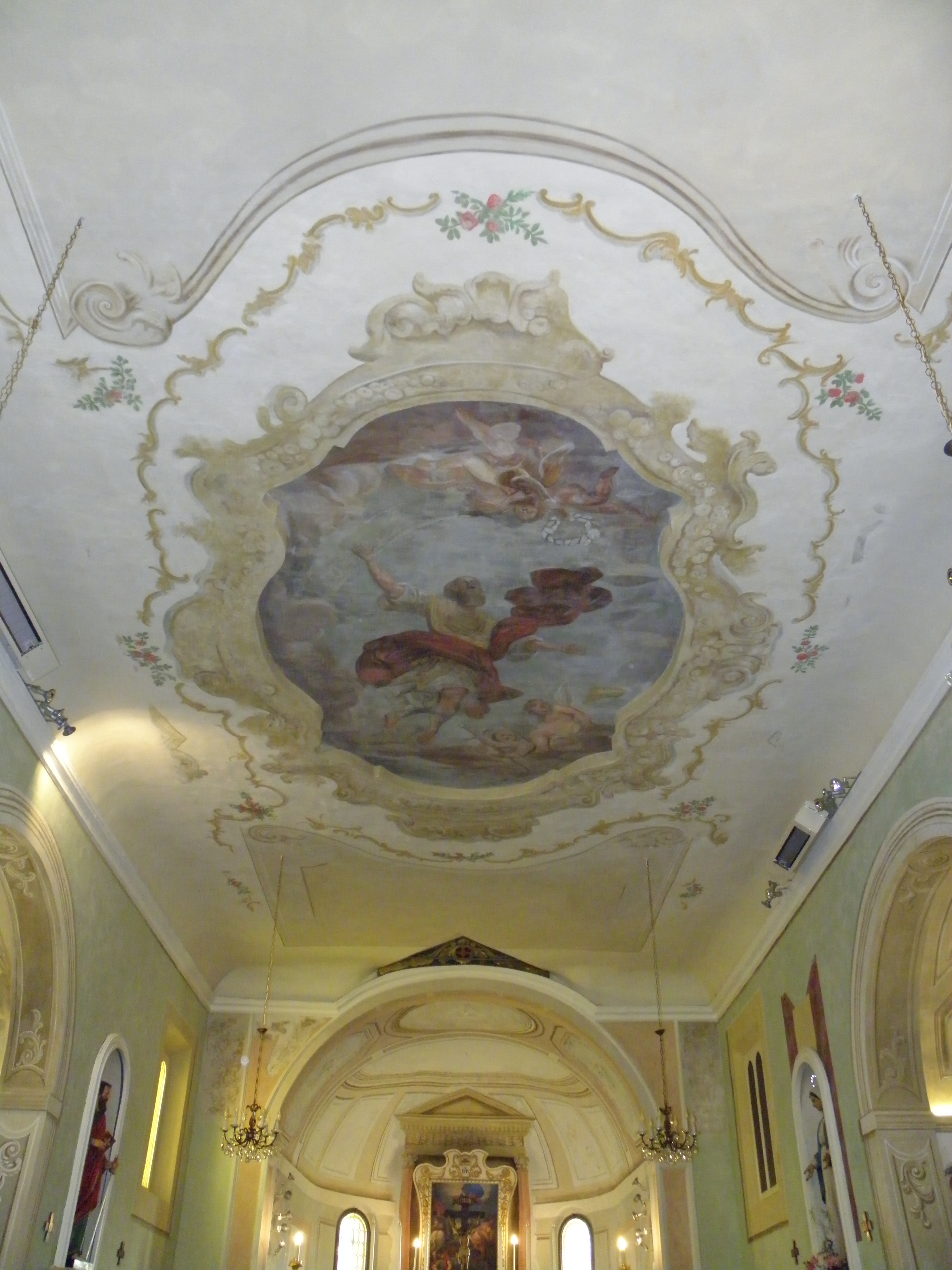
Soffitto affrescato

Un approfondimento storico effettuato dopo il rinvenimento, nel XVIII secolo, di un altare bianco, in marmo, murato su una parete dell'edificio, fa ritenere che in epoca romana sul sito fosse presente un precedente insediamento.
L'altare, dedicato a Giove e che riporta incisioni relative a personalità aristocratiche di area ravennate, è stato trasferito al museo lapidario di Ferrara.
La chiesa dedicata a San Paolo venne edificata a Codrea attorno al XII secolo, e nello stesso momento fu costruita anche la torre campanaria. La posizione scelta fu quella di un antico faro che serviva la zona lagunare presente all'epoca, sull'argine del fiume Po.
Attorno al XIV secolo la chiesa era sussidiaria alla pieve di Contrapò.
Nel XVIII secolo si pose mano alla facciata che venne rifatta in stile classicheggiante, mentre la torre campanaria conserva anche in tempi recenti la sua struttura romanica.
Un importante restauro nel 2003 ha portato al rifacimento della copertura del tetto.

## Descrizione

### Esterni
La chiesa ha la facciata in stile neoclassico col portale architravato affiancato, nella parte mediana del prospetto, da due finestre rettangolari che portano luce alla sala. La torre campanaria si trova in posizione arretrata sulla destra.

### Interni
La navata interna è unica, ampliata da due grandi cappelle laterali ognuna col proprio altare.
Il presbiterio è leggermente rialzato e vi accede attraverso l'arco santo. Dalla destra del presbiterio si accede alla sagrestia.